# Resolução 33 do Conselho de Segurança das Nações Unidas
Resolução 33 do Conselho de Segurança das Nações Unidas, aprovada em 27 de agosto de 1947, aceitou algumas e rejeitou outras recomendações da Assembléia Geral sobre a alteração do texto das normas de procedimento para o Conselho.
Foi aprovada com 10 votos, a Austrália se absteve.